# Barakaldo CF
Barakaldo CF is een Spaanse voetbalclub. Thuisstadion is het moderne Nuevo Lasesarre in Barakaldo in de autonome regio Baskenland. Nadat het team sinds 1988/89 onafgebroken in de Segunda División B vertoefde, speelde het tijdens het seizoen 2011/2012 weer één competitie in de Tercera División, waarna ze vanaf 2012/2013 haar plaats in de Segunda División B weer heroverde.

## Historie
Barakaldo CF speelt in 1928/29 voor het eerst op hoger niveau voetbal in een toen bestaande Segunda Divisón B. Deze verdwijnt echter na dit jaar en zodoende komt de club uit in de Tercera División. In 1933/34 promoveert de club naar de Segunda División A. Daar speelt het 8 achtereenvolgende jaren.
Na een jaar een divisie lager te hebben gespeeld breken voor Barakaldo de gouden jaren aan tot diep in de jaren 50. In 1953/54 wordt de hoogste positie ooit gehaald: een 2e plaats. Dichter bij promotie naar de Primera División zal de club nooit meer komen. De club heet dan Baracaldo Altos Hornos naar een lokale sponsor. Het is een van de vele namen die de club heeft gehad. Daarvoor heette het Baracaldo Football Club en Baracaldo Oriamendi. Deze laatste naam droeg het slechts een jaar, opgelegd na de Spaanse Burgeroorlog, toen de club de halve finales haalde van de Spaanse beker. Hierin werd het uitgeschakeld door Racing Ferrol. Later droeg de club ook de namen Baracaldo Club en Baracaldo Club de Fútbol (Baracaldo is de Spaanse benaming voor Barakaldo).
Na het seizoen 1956/57 pendelt de club regelmatig op en neer tussen de Segunda División A en Tercera División. Het laatste seizoen op het op een na hoogste niveau voor Barakaldo CF is in 1980/81. Het daalt dan voor de tweede keer af naar de Segunda División B. Op 4 jaar in de Tercera División na speelt het daar nog altijd, de club is een paar keer dicht bij promotie naar de Segunda División A geweest, maar heeft de play-offs nooit winnend kunnen afsluiten.
In totaal heeft Barakaldo CF 23 jaar in de Tercera División gespeeld, 24 in de Segunda División B en 30 in de Segunda División A. Het is daarmee na Racing Ferrol de club die de meeste seizoenen in de tweede Spaanse divisie heeft gespeeld zonder ooit uit te komen op het hoogste niveau.

## Erelijst
- Segunda División B

1979/80, 1997/98, 2001/02
- Tercera División

1929/30, 1930/31, 1957/58, 1962/63, 1963/64, 1971/72, 1976/77, 1987/88

## Bekende (ex-)spelers
- Telmo Zarraonaindía